# Instituto Brasileiro de Resposta a Incidentes Cibernéticos
O Instituto Brasileiro de Resposta a Incidentes Cibernéticos (IBRINC) é uma organização sem fins lucrativos fundada em 2025 com o objetivo de coordenar, orientar e apoiar respostas a incidentes de segurança cibernética no Brasil. A entidade atua na prevenção, análise, mitigação e recuperação de incidentes, promovendo conscientização, capacitação técnica e elaboração de diretrizes para o fortalecimento da resiliência digital no país.

## Atuação e impacto
O Instituto Brasileiro de Resposta a Incidentes Cibernéticos atua em diversas frentes para fortalecer a segurança cibernética no Brasil, apoiando empresas, órgãos públicos e a sociedade civil. Entre suas atividades, destacam-se:
- Desenvolvimento e execução de planos de resposta a incidentes cibernéticos, oferecendo suporte técnico na identificação, contenção e mitigação de ataques.[2]
- Apoio na elucidação de ataques e incidentes cibernéticos de alta complexidade, em colaboração com órgãos de investigação e equipes técnicas de empresas afetadas.[3]
- Coordenação de grandes incidentes cibernéticos que possam ter impacto sistêmico em setores críticos, reunindo especialistas e articulando ações conjuntas entre empresas e governo.[4]
- Monitoramento contínuo do ambiente digital nacional, com identificação de atividades suspeitas, novas vulnerabilidades e tendências de ameaças.[5]
- Conscientização e capacitação em segurança cibernética, por meio de programas educacionais dirigidos a profissionais de tecnologia, gestores, empresas e cidadãos.[6]
- Consultoria técnica para a criação de políticas, procedimentos e planos de continuidade com foco em redução de riscos cibernéticos e recuperação após incidentes.[7]
- Centralização e consolidação de dados estatísticos sobre incidentes cibernéticos ocorridos no país, a partir de informações reportadas por empresas de capital aberto, empresas privadas e entidades públicas, contribuindo para a elaboração de relatórios sobre o cenário nacional de segurança digital.[8][9][10][11]